# Wedringen
Wedringen è una frazione (Gemeindeteil) della città tedesca di Haldensleben, nel Land della Sassonia-Anhalt.

## Storia
Il 2 maggio 1991 il comune di Wedringen venne soppresso e aggregato alla città di Haldensleben.